# Kovrovskij rajon
Il Kovrovskij rajon (in russo Ковровский район?) è un rajon dell'Oblast' di Vladimir, in Russia, il cui capoluogo è Kovrov. Istituito nel 1929, il rajon ricopre una superficie di 1817 chilometri quadrati ed ospita una popolazione di circa 30.000 abitanti.